# Bert van Marwijk
Lambertus van Marwijk (Deventer, Overijssel, 19 de mayo de 1952), más conocido como Bert van Marwijk, es un exfutbolista y exentrenador neerlandés.

## Trayectoria

### Como futbolista
Como futbolista jugó más bien en clubes modestos, como el Go Ahead Eagles, MVV Maastricht y el AZ Alkmaar, logrando con este último la Copa nacional. Se retiró en el FC Assent. Destacó como centrocampista, y jugó 468 partidos en total, marcando 48 goles. También fue internacional absoluto con los Países Bajos en una ocasión.

### Como entrenador
Inicios

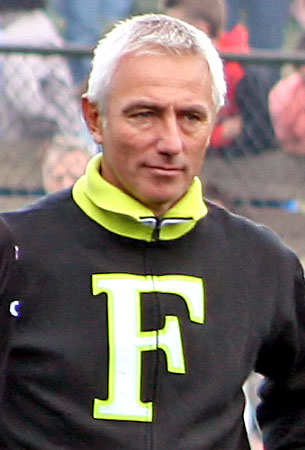
Van Marwijk en su etapa en el Feyenoord.

Como entrenador sobresalió en clubes como el Fortuna Sittard (el mismo donde jugó Mark van Bommel, del que es suegro); donde llegó a disputar la final de la Copa en 1999, cayendo ante el Ajax.
Feyenoord
Pero fue en el Feyenoord, al que se incorporó en el año 2000, donde logró su mayor éxito: conseguir la Copa UEFA. Ganó este título al Borussia Dortmund, club al cual posteriormente entrenaría, en la final disputada en Róterdam. En la Eredivisie, fue subcampeón en su primera temporada y terminó como 3.º clasificado los tres años siguientes.
Borussia Dortmund
En 2004, abandonó el Feyenoord y se incorporó al Borussia Dortmund.
Regreso al Feyenoord
Tras un paso sin pena ni gloria en el conjunto de Dortmund (no pudo llevar al equipo más allá de la 7.ª plaza de la clasificación en las temporadas 2004-05 y 2005-06, y acabó siendo destituido en diciembre de 2006, con el equipo ocupando el 9.º puesto), en 2007, se anunció su regreso al Feyenoord. El nuevo presidente, Dick van Well, lo presentó oficialmente, junto con los nuevos refuerzos como Giovanni van Bronckhorst, Roy Makaay o Tim de Cler, entre otros. El equipo terminaría como 6.º clasificado en la Eredivisie, pero en cambio logró ganar la Copa de los Países Bajos.
Selección de los Países Bajos
El 3 de marzo de 2008, se anunció su nombramiento oficial como nuevo entrenador de la Selección de fútbol de los Países Bajos, una vez que finalizara la Eurocopa 2008, hasta el Mundial de Sudáfrica 2010, reemplazando a Marco van Basten. En el Mundial 2010 llevó a la selección oranje a la final, dejando en el camino a Brasil, pero perdió ante España por 1-0 en la prórroga. En 2011 fue renovado en el cargo; pero tras caer en la fase de grupos de la Eurocopa 2012 sin sumar un solo punto, decidió dimitir.
Hamburgo S.V.
El 23 de septiembre de 2013, firmó como nuevo técnico del Hamburgo S.V.. Inicialmente mejoró los resultados de su predecesor, pero después el equipo alemán entró en una mala racha que lo llevó al penúltimo lugar de la Bundesliga tras 21 jornadas, lo que provocó el despido del entrenador neerlandés el 15 de febrero de 2014.
Selección de Arabia Saudita
El 25 de agosto de 2015, se hizo cargo de la Selección de fútbol de Arabia Saudita. Pese a que logró clasificar al combinado árabe para el Mundial de 2018, renunció a su cargo por discrepancias con la Federación de Fútbol de Arabia Saudita, siendo reemplazado por Edgardo Bauza.
Selección de Australia
El 24 de enero de 2018, la Selección de fútbol de Australia anunció la contratación de Van Marwijk. Sin embargo, dejó su puesto tras la disputa del Mundial de Rusia 2018, donde cayeron en la fase de grupos.
Selección de Emiratos Árabes Unidos
El 20 de marzo de 2019, fue nombrado nuevo seleccionador de Emiratos Árabes Unidos. El 4 de diciembre de 2019, después de una derrota contra Catar en la Copa del Golfo, fue cesado en sus funciones.
El 14 de diciembre de 2020, volvió a firmar como seleccionador de Emiratos Árabes Unidos. El 12 de febrero de 2022, tras quedarse sin opciones de clasificarse directamente para el Mundial de Catar, fue destituido.

## Clubes

### Como jugador
| Club            | País         | Año       | Partidos | Goles |
| --------------- | ------------ | --------- | -------- | ----- |
| Go Ahead Eagles | Países Bajos | 1969-1975 | 146      | 16    |
| AZ Alkmaar      | Países Bajos | 1975-1978 | 69       | 20    |
| MVV Maastricht  | Países Bajos | 1978-1986 | 225      | 11    |
| Fortuna Sittard | Países Bajos | 1986-1987 | 11       | 1     |
| FC Assent       | Países Bajos | 1987-1988 | 17       | 0     |

### Como entrenador
| Club                                    | País                   | Año       | P           | PG          | PE          | PP          | % e.        |
| --------------------------------------- | ---------------------- | --------- | ----------- | ----------- | ----------- | ----------- | ----------- |
| FC Herderen                             | Bélgica                | 1990-1991 | Desconocido | Desconocido | Desconocido | Desconocido | Desconocido |
| RKVCL Limmel                            | Países Bajos           | 1991-1995 | Desconocido | Desconocido | Desconocido | Desconocido | Desconocido |
| SV Meerssen                             | Países Bajos           | 1995-1997 | Desconocido | Desconocido | Desconocido | Desconocido | Desconocido |
| Fortuna Sittard                         | Países Bajos           | 1997-2000 | Desconocido | Desconocido | Desconocido | Desconocido | Desconocido |
| Feyenoord                               | Países Bajos           | 2000-2004 | 182         | 110         | 32          | 40          | 66.3%       |
| Borussia Dortmund                       | Alemania               | 2004-2006 | 95          | 35          | 32          | 28          | 48.07%      |
| Feyenoord                               | Países Bajos           | 2007-2008 | 38          | 24          | 6           | 8           | 68.42%      |
| Selección de los Países Bajos           | Países Bajos           | 2008-2012 | 52          | 34          | 10          | 8           | 71.79%      |
| Hamburgo S.V.                           | Alemania               | 2013-2014 | 17          | 4           | 3           | 10          | 29.41%      |
| Selección de Arabia Saudita             | Arabia Saudita         | 2015-2017 | 20          | 13          | 4           | 3           | 71.67%      |
| Selección de Australia                  | Australia              | 2018      | 7           | 2           | 2           | 3           | 38.1%       |
| Selección de los Emiratos Árabes Unidos | Emiratos Árabes Unidos | 2019      | 11          | 6           | 1           | 4           | 57.58%      |
| Selección de los Emiratos Árabes Unidos | Emiratos Árabes Unidos | 2020-2022 | 19          | 10          | 4           | 5           | 59.65%      |

## Palmarés

### Como jugador
Campeonatos nacionales
| Título                   | Club       | País         | Año  |
| ------------------------ | ---------- | ------------ | ---- |
| Copa de los Países Bajos | AZ Alkmaar | Países Bajos | 1978 |

### Como entrenador
Campeonatos nacionales
| Título                   | Club      | País         | Año  |
| ------------------------ | --------- | ------------ | ---- |
| Copa de los Países Bajos | Feyenoord | Países Bajos | 2008 |

Copas internacionales
| Título          | Club      | Ciudad   | Año  |
| --------------- | --------- | -------- | ---- |
| Copa de la UEFA | Feyenoord | Róterdam | 2002 |